# Это мы (3-й сезон)
Третий сезон американского телесериала «Это мы» премьера которого состоялась на канале NBC 25 сентября 2018 года, а заключительная серия сезона вышла 2 апреля 2019 года. Сезон состоит из восемнадцати эпизодов. 

## В ролях

### Основной состав
- Майло Вентимилья — Джек Пирсон.
- Мэнди Мур — Ребекка Пирсон.
- Стерлинг К. Браун — Рэндалл Пирсон.
- Нил Фитч — подросток Рэндалл Пирсон.
- Лони Чавис — юноша Рэндалл Пирсон.
- Крисси Метц — Кейт Пирсон.
- Ханна Зейле — подросток Кейт Пирсон.
- Маккензи Хэнсичак — девушка Кейт Пирсон.
- Джастин Хартли — Кевин Пирсон.
- Логан Шройер — подросток Кевин Пирсон.
- Паркер Бейтс  — юноша Кевин Пирсон.
- Сьюзан Келечи Уотсон — Бет Пирсон, жена Рэндалла.
- Крис Салливан — Тоби Деймон, парень, позже муж Кейт.
- Рон Сефас Джонс — Уильям Хилл, биологический отец Рэндалла.
- Эрис Бэйкер — Тесс Пирсон, старшая дочь Рэндалла и Бет Пирсон.
- Фэйти Херман — Энни Пирсон, младшая дочь Рэндалла и Бет Пирсон.
- Лирик Росс — Дежа, приемная дочь Рэндалла и Бет Пирсон.
- Александра Брекенридж — Софи, бывшая жена Кевина.
- Джон Уэртас — Мигель Ривас.
- Мелани Либёрд — Зои Бейкер.

### Второстепенный состав
- Кэйтлин Томпсон — Медисон.
- Роб Морган — Соломон Браун.
- Майкл Ангарано — молодой Николас Пирсон.
- Гриффин Данн — пожилой  Николас Пирсон.
- Горан Вишнич — Винсент Келли, учитель балета Бет.

## Эпизоды
| № общий | № в сезоне | Название                                                                                 | Режиссёр            | Автор сценария                                  | Дата премьеры    | Произв. код | Зрители в США (млн) |
| --- | ---------- | ---------------------------------------------------------------------------------------- | ------------------- | ----------------------------------------------- | ---------------- | ----------- | ------------------- |
| 37 | 1          | «Девять баксов» «Nine Bucks»                                                             | Кен Олин            | Дэн Фогельман, Айзек Аптейкер и Элизабет Бергер | 25 сентября 2018 | 3AZC01      | 10,54               |
| Наступает день рождения сиблингов Кевина, Кейт и Рэндалла. Задувая свечи на праздничном торте Кейт загадывает родить ребенка; буквально спустя пару часов ей звонит Доктор Джаспер, специалист по ЭКО, и несмотря на факторы риска (первый и главный из которых избыточный вес Кейт) берет их в программу ЭКО. Главным подарком Рэндаллу становится желание Дежи стать их с Бет приемной дочерью. А вот девушка Кевина, Зои, отказывается составить ему пару на премьере его фильма. Чтобы повысить шансы зачатия ребенка, Тоби выбрасывает антидепрессанты, которые он принимал уже шесть лет, потому что они уменьшают активность сперматозоидов. |            |                                                                                          |                     |                                                 |                  |             |                     |
| 38 | 2          | «Филадельфийская история» «A Philadelphia Story»                                         | Крис Кох            | Кей Ойеган                                      | 2 октября 2018   | 3AZC02      | 8,87                |
| Кейт начинает подготовку к ЭКО, но не хочет пока говорить родным, особенно матери. Все Пирсоны собираются вместе на премьере фильма Кевина. Случайно становится известно о планах Кейт и Тоби сделать Эко. Ребекка, боясь за Кейт, реагирует на решение Кейт и Тоби попробовать ЭКО крайне негативно и эмоционально. В ответ Кейт говорит, что только она может сохранить частичку отца. Слова Кейт больно задевают обоих братьев. |            |                                                                                          |                     |                                                 |                  |             |                     |
| 39 | 3          | «Девчушки Кэти» «Katie Girls»                                                            | Ребекка Эшер        | Джулия Браунелл                                 | 9 октября 2018   | 3AZC03      | 8,91                |
| Премьера фильма Кевина проходит успешно. Во время интервью о своем фильме Кевин понимает, что ничего не знает о военной службе Джека, своего отца, во Вьетнаме. Операция у Кейт проходит успешно, Рэндалл прилетает в Лос-Анджелес, чтобы извиниться и поддержать ее. Бет увольняют. После того, как дочь Чичи, Скай, ранена и ограблена, Рэндалл решает баллотироваться в городской совет. |            |                                                                                          |                     |                                                 |                  |             |                     |
| 40 | 4          | «Вьетнам» «Vietnam»                                                                      | Кен Олин            | Дэн Фогельман и Тим О'Брайен                    | 16 октября 2018  | 3AZC04      | 8,92                |
| Братья Джек и Ник Пирсоны оба служат во Вьетнаме. Ник идет на войну по призыву, Джек добровольцем, получив тревожное письмо от Ника, надеясь найти и спасти брата. |            |                                                                                          |                     |                                                 |                  |             |                     |
| 41 | 5          | «Тоби» «Toby»                                                                            | Крис Кох            | К. Дж. Стейнберг                                | 23 октября 2018  | 3AZC05      | 8,53                |
| Кейт и Тоби снова беременны. Тоби отвратительно себя чувствует после отказа от антидепрессантов, его накрывают тревожность и грусть. Предвыборное мероприятие Рэндалла проходит плохо. Бет ходит на собеседования в поиске новой работы. Кевин с помощью своей девушки, Зои, начинает расследование, стараясь узнать, чем же на самом деле занимался Джек во Вьетнаме. Отношения Кевина и Зои выходят на новой уровень. |            |                                                                                          |                     |                                                 |                  |             |                     |
| 42 | 6          | «Спасибо» «Kamsahamnida»                                                                 | Джон Фортенберри    | Вера Херберт                                    | 30 октября 2018  | 3AZC06      | 8,88                |
| Кевин зовет Зои ехать вместе с ним во Вьетнам чтобы найти деревню где служил Джек Пирсон и Поговорить с людьми, возможно знавшими его отца. У Рэндалла теперь есть глава предвыборного штаба, американец корейского происхождения. Бет угнетенная увольнением, жалуется мужу, и Рэндалл предлагает ей работать на него. Бет присоединяется к кампании Рэндалла. |            |                                                                                          |                     |                                                 |                  |             |                     |
| 43 | 7          | «Иногда» «Sometimes»                                                                     | Кен Олин            | Бека Брунстеттер                                | 13 ноября 2018   | 3AZC07      | 8,47                |
| Во Вьетнаме Кевин признается Зои в любви, говорит о том, что не хочет чтобы между ними были какие-либо секреты и недомолвки. Зои очень сложно открыться Кевину и вспоминать свое детство. |            |                                                                                          |                     |                                                 |                  |             |                     |
| 44 | 8          | «Шесть Дней Благодарения» «Six Thanksgivings»                                            | Кэтрин Хардвик      | Кевин Фоллс                                     | 20 ноября 2018   | 3AZC08      | 7,91                |
| Все Пирсоны, за исключением Кевина и Зои, которые находятся во Вьетнаме, готовятся отмечать день Благодарения в доме У Рэндалла и Бет. Приготовление праздничного ужина доверяют Кейт и Тоби, так как сам Рэндалл должен участвовать в благотворительном предвыборном мероприятии. Между Бет и главой штаба Рэндалла возникают трения; Рэндалл признает, что он был на стороне Бет, только потому, что она его жена. |            |                                                                                          |                     |                                                 |                  |             |                     |
| 45 | 9          | «Начало — это конец, а конец — новое начало» «The Beginning is the End is the Beginning» | Кен Олин            | Шукри Хассан Тиглман                            | 27 ноября 2018   | 3AZC09      | 8,98                |
| Кевин и Зоя в конце концов добираются до деревни, где служил Джек Пирсон. К огромному разочарованию Кевина, они не узнают ничего нового ни об отце, ни о женщине со снимка. Но их гид говорит Кевину, что Николас Пирсон, брат его отца не погиб во Вьетнаме. Врач рекомендует Кейт отказаться от работы, так как лишнии нагрузки могут повредить малышу. Тоби убеждает Кейт, продолжить образование и окончить колледж. Кейт и тоби узнают пол своего ребенка, они ждут мальчика. Рэндалл блестяще выступает на предвыборных дебатах, но цифры предварительного подсчета голосов не в его пользу, отрыв соперника слишком велик. Бет отказывается дальше поддерживать предвыборную кампанию Рэндалла. В их семье сейчас слишком много сложностей. |            |                                                                                          |                     |                                                 |                  |             |                     |
| 46 | 10         | «Последние семь недель» «The Last Seven Weeks»                                           | Роксанн Доусон      | Лора Кенар                                      | 15 января 2019   | 3AZC10      | 7,74                |
| Кевин предлагает Зои переехать к нему, что она и делает, но не распаковывает вещи. Это приводит к серьезной размолвке, которая в итоге заканчивается примирением и новым домом для Зои. Рэндалл борется за победу на выборах один. Бет не поддерживает его. Рэндалл ищет не простой баланс между семьей и карьерой. Оказывается, что дядя Кевина , Кейт и Рэндалла, младший брат Джека Пирсон, не погиб во Вьетнаме. Кевин находит домашний адрес дядя, который живет почему-то под другим именем, теперь он Кларк Кент. Рэндалл выигрывает выборы. |            |                                                                                          |                     |                                                 |                  |             |                     |
| 47 | 11         | «Улица Певчей птицы: Часть 1» «Songbird Road: Part 1»                                    | Крис Кох            | Кевин Фол и Тим О'Брайен                        | 22 января 2019   | 3AZC11      | 8,22                |
| Кевин рассказывает Рэндаллу, Кейт и Ребекке о том, что младший брат Джека Пирсона, Николас, жив, в то время как отец всю жизнь утверждал, что тот погиб на войне. Кевин зовет всех поехать и найти Николаса Пирсона. Ребекка отказывается от поездки, она шокирована новостью и не хочет раскрывать секреты, которые ее муж так тщательно хранил на протяжении всей их совместной жизни. В Брэдфорд едут Кевин, Рэндалл и Кейт. Они находят дядю и знакомятся с ним. По дороге назад Кевин решает, что они не должны бросать Ники, как это сделал в свое время Джек. |            |                                                                                          |                     |                                                 |                  |             |                     |
| 48 | 12         | «Улица Певчей птицы: Часть 2» «Songbird Road: Part Two»                                  | Кен Олин            | Джулия Браунелл                                 | 12 февраля 2019  | 3AZC12      | 7.40                |
| Кевин хочет попытаться помочь Ники. Кевин, Кейт и Рэндалл возвращаются в трейлер дяди и находят его там в крайне подавленном состоянии, они забирают Ники с собой в отель. Неожиданно приезжает Ребекка, она вспоминает выходные, когда ее муж, Джек, последний раз видел Ники и скрыл это от нее. Кейт и Рэндалл улетают, но прежде навещают свой прежний дом, восстановленный после пожара. Там живут незнакомые люди, дом полностью перестроен, но на Кейт и Рэндалла накатывают воспоминания. Кейт понимает, что не помнит плохих моментов детства, только веселье; Рэндалл говорит, что это показывает, что Джек был хорошим отцом, и Кейт будет хорошей матерью, и нормально, что все родители ошибаются. Ники делится детскими воспоминаниями с Ребеккой, рассказывает неизвестные ей подробности о Джеке-ребенке и соглашается посетить реабилитационные программы местного центра для ветеранов Вьетнама (по крайней мере один раз). Ребекка хвалит Кевина за его внимание и сочувствие к Николасу Пирсону. Она не знает, что Кевин сорвался, нашел и выпил виски убираясь в трейлере дяди. |            |                                                                                          |                     |                                                 |                  |             |                     |
| 49 | 13         | «Наша маленькая островитянка» «Our Little Island Girl»                                   | Анна Флетчер        | Эбони Фриман                                    | 19 февраля 2019  | 3AZC13      | 7,55                |
| Бет и Зои едут в Вашингтон навестить маму Бет, Кэрол, которая уже не в первый раз повредила бедро. Они пытаются, но не могут убедить ее уйти на пенсию или хотя бы снизить нагрузку и больше уделять внимания здоровью. В доме своего детства Бет удается вспомнить себя прошлую, вспомнить свою мечту и решить, чем она хочет заниматься в настоящем. Вернувшись домой, Бет идет в студию танца и устраивается туда преподавателем. |            |                                                                                          |                     |                                                 |                  |             |                     |
| 50 | 14         | «Выпускники» «The Graduates»                                                             | Сара Бойд           | К. Дж. Стейнберг и Даниэль Бауман               | 5 марта 2019     | 3AZC14      | 7,82                |
| Бет очень нравится преподавать танцы, но Рэндалл просит ее оставить на время работу, чтобы проводить больше времени со своими дочерьми. Кевин сорвался и уже неделю в запое. Он чуть не пропускает вечеринку, которую устраивает Тоби для Кейт в честь окончания ее учебы в колледже. На вечеринке Кевин ведет себя странно и быстро уходит, сославшись на неожиданно возникшую работу. Кейт едет за ним и находит брата в номере отеля пьющим в одиночестве. Кейт обещает помочь брату преодолеть зависимость, везет его в группу анонимных алкоголиков, но внезапно у нее отходят воды. Кейт госпитализирована. |            |                                                                                          |                     |                                                 |                  |             |                     |
| 51 | 15         | «Комната ожидания» «The Waiting Room»                                                    | Кевин Хукс          | Бека Брунстеттер                                | 12 марта 2019    | 3AZC15      | 7,74                |
| Кейт в больнице, так как у нее преждевременно начались роды. 28 неделя беременности- это очень рано для рождения малыша. В приемном покое больницы собрались все Пирсоны, они ждут новостей о Кейт и ребенке. Кевин грубо выгоняет Мэдисон из больницы, он крайне взвинчен. Кевин признается Зои, что сорвался и снова начал пить, он обещает ей, что справится с зависимостью и не будет больше обманывать, но в этот момент в его бутылке из под воды не вода, а водка. Ребекка и Мигель сообщают, что планируют переехать в Калифорнию ближе к Кейт и внуку. Тоби сообщает семье, что их с Кейт сын родился сейчас находится на искусственной вентиляции легких. Тоби и Кейт решают назвать малыша Джеком. Кейт молится отцу о здоровье ребенка и надеется, что Джек старший поможет внуку вырасти сильным и здоровым. |            |                                                                                          |                     |                                                 |                  |             |                     |
| 52 | 16         | «Не забирайте мою радость» «Don't Take My Sunshine Away»                                 | Джордж Тиллман- мл. | Вера Херберт                                    | 19 марта 2019    | 3AZC16      | 7,64                |
| Тоби и Кейт постоянно находятся в больнице у своего новорожденного малыша. Кевин и Зои вместе идут на семейную психотерапию. Зои всячески помогает Кевину справиться с зависимостью. Когда речь заходит о совместном будущем, Зои говорит Кевину, что не хочет сейчас и, возможно, никогда не захочет иметь детей, предлагает Кевину серьезно подумать и решить, сможет ли он жить с ней никогда не заводя детей. И Кевин выбирает жизнь с Зои, даже без детей. Рэндалл и Бет устали от своего нового напряженного рабочего расписания. Рэндалл сильно обижает Бет, он оставляет ей оскорбительное телефонное сообщение. Напряжение в их семье нарастает, супруги разъезжаются по разным комнатам. |            |                                                                                          |                     |                                                 |                  |             |                     |
| 53 | 17         | «Р и Б» «R & B»                                                                          | Кевин Хукс          | Кей Ойеган                                      | 26 марта 2019    | 3AZC17      | 7,63                |
| Вы узнаете всю историю взаимоотношений Бет и Рэндалла, начиная с их знакомства и по сегодняшний день. |            |                                                                                          |                     |                                                 |                  |             |                     |
| 54 | 18         | «Она» «Her»                                                                              | Кен Олин            | Айзек Аптейкер и Элизабет Бергер                | 2 апреля 2019    | 3AZC18      | 8,22                |
| Ребекка помогает Кейт и Тоби ухаживать за малышом Джеком, сама того не желая она подавляет Кейт. Кейт расстроена, но признает, что Ребекка была отличной, волшебной мамой; Кейт утверждает, что хочет, чтобы и у ее сына, маленького Джека, в жизни была "магия" Ребекки. Кевин и Зои остаются присмотреть за племянницами, Тесс и Энни. Кевин помогает Тесс понять, что формирование личности- это процесс всей жизни. Видя, что Кевин хочет стать отцом и каким хорошим отцом он может быть, Зои заканчивает их отношения. Рэндалл и Бет хотят найти совместный путь вперед, сохранить семью. Рэндалл говорит Бет, что уйдет в отставку, но Бет решает, что семья переедет в Филадельфию; продадут дом и сэкономят, купив на новом месте дом меньше, чтобы она смогла воплотить мечту и открыть свою собственную студию танца. |            |                                                                                          |                     |                                                 |                  |             |                     |